# Storena quinquestrigata
Storena quinquestrigata là một loài nhện trong họ Zodariidae.
Loài này thuộc chi Storena. Storena quinquestrigata được Eugène Simon miêu tả năm 1905.